# 黒ひげ大旋風
『黒ひげ大旋風』（Blackbeard's Ghost）は1968年のアメリカ合衆国の映画。
ロバート・スティーブンソン監督の作品で、出演はピーター・ユスティノフなど。テクニカラー作品。

## ストーリー

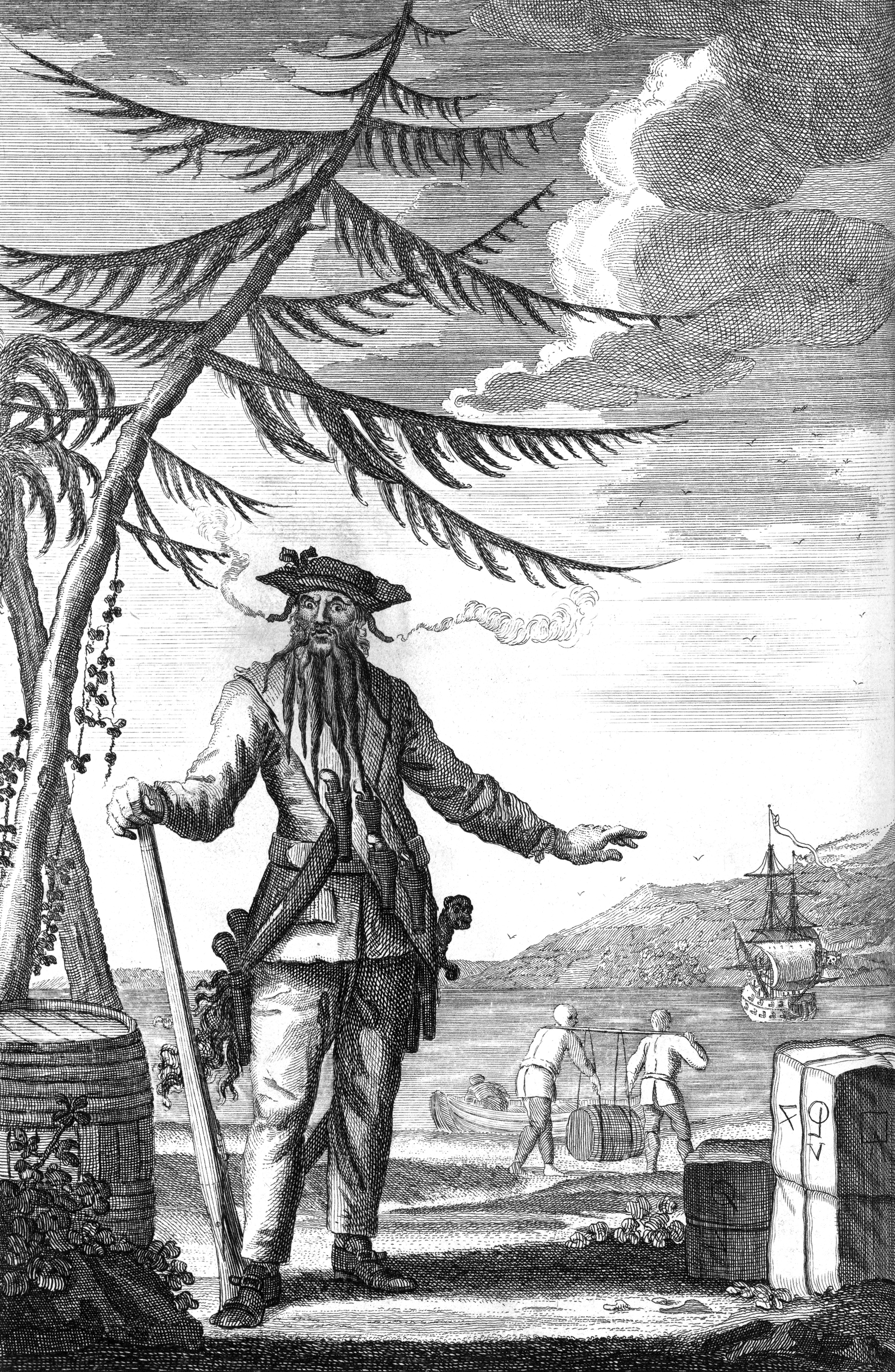
黒ひげ

スティーブは赴任先のゴドルフィン大学陸上部へ向かう途中、黒ひげの末裔が経営する旅館「海賊黒ひげ亭」に滞在する。彼は旅館のバザーで売られていた湯たんぽを購入し、そこに記載された呪文を読み上げる形で、本物の黒ひげの幽霊を呼び出してしまう。
善行を積まないと成仏できないと訴える彼は、旅館を救うためにある行動に出る。

## キャスト
| 役名         | 俳優                   | 日本語吹替 | 日本語吹替                                                                     |
| 役名         | 俳優                   | TBS版      | ソフト版                                                                       |
| ------------ | ---------------------- | ---------- | ------------------------------------------------------------------------------ |
| 黒ひげ       | ピーター・ユスティノフ | 田中明夫   | 池田勝                                                                         |
| スティーヴ   | ディーン・ジョーンズ   | 田中信夫   | 田中信夫                                                                       |
| ジョー・アン | スザンヌ・プレシェット | 武藤礼子   | 土井美加                                                                       |
| シルキー     | ジョビー・ベイカー     |            | 辻親八                                                                         |
| その他       |                        |            | 近藤高子 石井敏郎 田原アルノ 福井緑 小山武宏 藤原啓治 佐藤浩之 中田和宏 滝雅也 |

- TBS版：初回放送1979年7月23日『月曜ロードショー』

## スタッフ
- 監督：ロバート・スティーブンソン
- 製作：ウォルト・ディズニー、ビル・ウォルシュ
- 脚本：ビル・ウォルシュ、ドン・ダグラディ
- 原作：ベン・ストール
- 音楽：ロバート・F・ブラナー
- 特殊効果：ユースタス・ライセット、ロバート・A・マッティ

### 日本語版
ソフト版
- 演出：あずさ欣平
- 翻訳：トランスグローバル
- 録音：トランスグローバル
- 制作：DISNEY CHARACTER VOICES INTERNATIONAL, INC.